# اوئونوما، نیگاتا
اوئونوما در استان نیگاتا در کشور ژاپن واقع شده‌است  که دارای جمعیت ۴۲٬۳۳۴ نفر و مساحت ۹۴۶٫۹۳ کیلومتر مربع با تراکم جمعیت ۴۴٫۷  نفر در کیلومترمربع است و در تاریخ ۱ نوامبر ۲۰۰۴ به عنوان شهر شناخته شد.